# 13562 Bobeggleton
13562 Bobeggleton eller 1992 SF11 är en asteroid i huvudbältet som upptäcktes den 28 september 1992 av Spacewatch vid Kitt Peak-observatoriet. Den är uppkallad efter konstnären Bob Eggleton.
Den tillhör asteroidgruppen Themis.